# 北美街報協會
北美街報協會  （NASNA）是街頭報紙業者組成的協會，它提供就業機會、街報社群，同時也是一個為2007年和2013年間露宿者等經濟弱勢族群發聲的組織。在2008年10月時，該協會在美國和加拿大共有28個組織成員，每月發行街頭報紙總量約255,000份。  NASNA每年舉辦一次會議，並與AlterNet一起運行街頭新聞服務 （Street News Service），於其中分享相關議題文章。 

## 歷史
創辦北美街報協會的種子，在芝加哥1996年8月舉辦之北美街報業高峰會 時種下，由StreetWise、Real Change以及National Coalition等街報業者贊助。北美街報協會正式成立於1997年9月，當時37個街頭報紙組織正於西雅圖召開第二次會議。    2006年，北美街報協會已有47個街頭報紙組織成員。  在2009年，北美街報協會首次聘請一名執行董事。  在2013年12月，北美街報協會轉變成志願職的組織，這被視為優於舊有的組織結構。 

## 外部連結
- 北美街報業協會（页面存档备份，存于）

Template:Street newspapers